# Valéri Bolotov
Pour les articles homonymes, voir Bolotov.
Valéri Dmitrievitch Bolotov (en russe : Вале́рий Дми́триевич Бо́лотов ; en ukrainien Валерій Дмитрович Болотов, Valéri Dmytrovytch Bolotov), né le 13 février 1970 à Taganrog,  en Ukraine (URSS) et mort le 27 janvier 2017 dans l'oblast de Moscou (Russie), est un homme politique ukrainien russophone, qui fut gouverneur autoproclamé de la république populaire de Lougansk en Ukraine orientale.

## Biographie
Il poursuit ses études secondaires à l'école no 18 de Stakhanov, puis effectue son service militaire dans l'armée soviétique de 1988 à 1990 qu'il termine au grade de sergent dans la 103e division de la garde aéroportée, après avoir combattu pendant la guerre du Haut-Karabakh. Après son service, il poursuit des études universitaires en économie et en ingénierie technique. Il devient par la suite homme d'affaires.

### République populaire de Lougansk

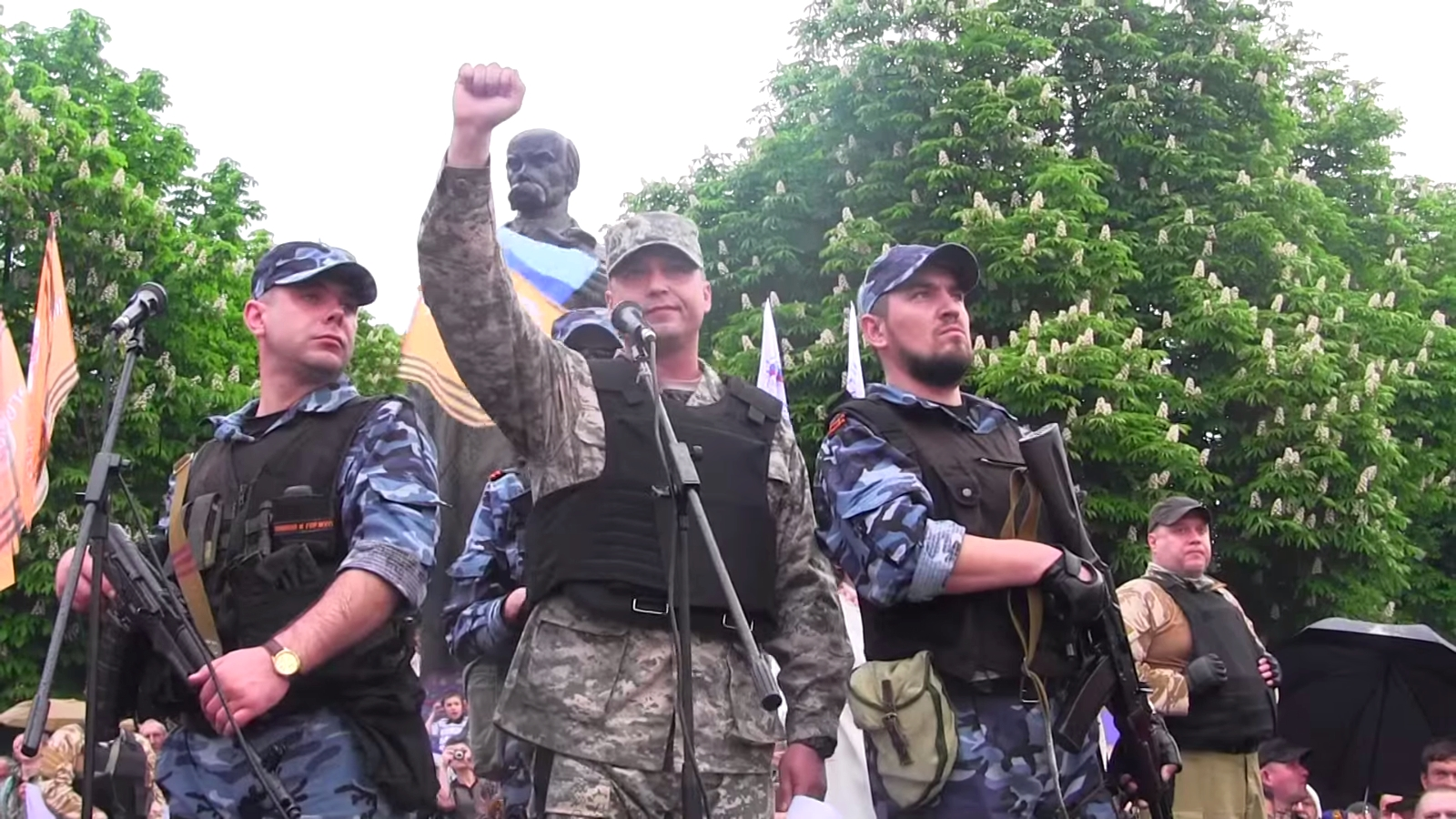
Valéri Bolotov (au centre) déclarant l’indépendance de la RPL le 12 mai 2014.

En mars 2014 apparaissent les premiers messages vidéo sur Internet appelant à résister à la poussée nationaliste consécutive à la révolution de Maïdan et l'on commence à parler d'une « armée du sud-est ».  L'un des hommes sur ces vidéos est identifié plus tard comme étant Bolotov. Le 11 mars, la Crimée alors ukrainienne proclame son indépendance, puis elle est rattachée à la Russie à la suite d'un référendum contesté par les puissances occidentales.
Le 5 avril 2014, il apparaît de nouveau sur Internet, cette fois-ci en donnant son nom, appelant « à défendre notre terre » contre le pouvoir central de Kiev. Le lendemain, 6 avril, plusieurs milliers de personnes non armées s'emparent à l'issue de manifestations du siège local du SBU de Louhansk et d'autres bâtiments administratifs, hissant le drapeau russe sur les façades. Bolotov se distingue comme l'un des activistes présents.
Le 21 avril 2014, il est élu par la session du conseil populaire, comme faisant office de gouverneur de l'oblast de Louhansk. Sa première décision est de modifier le système de maintien de l'ordre. Il fait partie de ceux qui sont à la tête des forces d'autodéfense de l'oblast, alors que depuis le 7 avril le président par intérim d'Ukraine, issu de la révolution de Maïdan, ordonne une opération qu'il qualifie d'« antiterroriste » contre le soulèvement armé prorusse de l'Ukraine orientale.
Le 29 avril 2014, l'Union européenne l'inclut à la liste des personnes interdites de visa, dans le cadre de sanctions visant la politique de la fédération de Russie à l'égard de l'Ukraine. Le 13 mai, le Canada fait de même.
Le 13 mai 2014, lendemain du référendum d'autodétermination de la république populaire de Lougansk (non reconnue par la communauté internationale), une opération au pistolet-mitrailleur a lieu contre Valéri Bolotov, qui est blessé,. Un communiqué de cette république autoproclamée accuse Kiev d'avoir commandité cet attentat. 
Le 17 mai 2014, la république populaire de Lougansk (RPL) est inscrite avec d'autres organisations d'insurgés à la liste des « organisations terroristes », empêchant ainsi toute possibilité de négociation avec les populations russophones de l'Est. Il est capturé par un commando gouvernemental à un poste de blocage, alors qu'il revenait de se faire soigner dans un hôpital russe, mais libéré quelque temps plus tard ce même jour par des hommes de la RPL. 
Le 4 juillet 2014, il dissout son gouvernement.
Le 14 août 2014, Bolotov annonce sa propre démission à la suite d'une blessure, le poussant à se faire soigner en Russie. Il est remplacé par Igor Plotnitski.
Sa mort à son domicile de la région de Moscou est annoncée le 27 janvier 2017. D'après certains médias d'état russes, il serait mort d'une crise cardiaque,.

## Vie privée
Valéri Bolotov est marié et père de deux enfants[réf. nécessaire].